# Lena Morrow Lewis
Martha Lena Morrow Lewis (comtat de Warren, 1868 – 1950), coneguda pel seu segon nom, fou una periodista, directora de diari, oradora i política estatunidenca. Tot i que fou activista durant la llei seca, el sufragi femení i el moviment socialista, se la recorda com una de les principals dirigents del Partit Socialista d'Amèrica durant l'apogeu d'aquesta organització en les primeres dues dècades del segle XX i per ser la primera dona d'un comité executiu estatal.(1)

## Trajectòria
Morrow nasqué al desembre del 1868 al comtat de Warren (Illinois). Era filla del reverend presbiterià T. G. i de Mary A. Morrow. Estudià en l'institut de Paxton, i en acabar l'educació secundària, es matriculà en la Universitat de Monmouth a Illinois, afiliada a l'Església presbiteriana, i s'hi llicencià al 1892. Després començà la seua carrera d'activista.
Fou conferenciant estatal per a la Unió Cristiana de Dones per la Temprança (WCTU) fins al 1898 i, durant aquest període, fou presidenta de districte de la WCTU d'Illinois. El 1898, Morrow s'implicà en la causa del sufragi femení com a organitzadora del moviment fins al 1901: primer a Dakota del Sud, fins que el 1900 es traslladà a Oregon. Morrow esdevingué la primera activista femenina a treballar amb el poderós moviment sindical de treballadors de Chicago.

### Conferenciant del Partit socialista
"Dones oprimides, tan sols escolteu-me i animeu-vos! En realitat sou superiors als hòmens i si no ho haguéreu sigut no podríeu haver sobreviscut a tots els segles de servitud i persecució que heu patit".
Morrow entrà en el Partit Socialista d'Amèrica (SPA) el 1902. Se sentí atreta per l'èmfasi del socialisme a aconseguir unes condicions laborals justes. Segons ella, un home sense treball estava en pitjors condicions que una dona sense vot, ja que un treball era necessari per a guanyar-se la vida. Trià Califòrnia per al seu activisme.
El 1903, Morrow va prendre el nom de Lewis per un breu matrimoni amb Arthur Morrow Lewis, un altre professor del Partit Socialista. El seu marit era anglés, i fou un destacat erudit. L'any següent, ella fou arrestada a San Francisco per parlar als carrers i passà unes hores a la presó.
Morrow fou infatigable en la promoció del Partit Socialista, així com organitzadora estatal i conferenciant entre 1908 i 1914. Va parlar en tots els estats excepte a Mississipi, i establí compromisos amb Canadà i Anglaterra. En els seus viatges acudí a llocs de tota mena, des de campaments de fusta a districtes miners, així com auditoris i sales. Pertanyé a l'organització estudiantil Intercollegiate Socialist Society i el 1905 formà part del Comité Nacional de les Dones del Partit Socialista de Califòrnia. Ella fou la primera i única dona membre. Més tard fou designada per a portar la delegació americana al Congrés Socialista Internacional del 1910 a Copenhaguen, Dinamarca.
Tot i que fou més coneguda per les seues conferències, Morrow fou una escriptora prolífica. Es van distribuir més de 200.000 còpies del seu pamflet "El Partit Socialista i el sufragi de les dones". Era col·laboradora habitual de la revista The Progressive Woman (anomenada originàriament The Socialist Woman).
De mitjana edat i divorciada, Morrow formava part de l'estructura de poder del Partit Socialista i fou una dels seus "organitzadors i conferenciants excepcionals". Entre 1910 i 1911, però, va convertir-se en el blanc d'un escàndol i demanà la seua dimissió del Comité Executiu Nacional a causa de la seua relació amb el secretari executiu nacional del Partit Socialista, J. Mahlon Barnes. Tot i que l'escàndol va disminuir, Morrow es negà a presentar-s'hi novament i se n'anà a Alaska com a organitzadora. Hi visqué sola en una cabana de dues habitacions entre 1913 i 1917. Durant el seu temps a Juneau, feu classes, conferències, escrigué i va fer campanya. Fou l'editora del Sunday Morning Post de Juneau durant més de dos anys i també coeditora del diari laboral oficial de l'estat, Alaska Labor News.

### Retorn a Califòrnia
"Lena Morris Lewis és una de les dones més nobles, segons he escoltat." Eugene V. Debs, 1922.
Als anys 1920, Morrow es trobava a San Francisco (Califòrnia), i continuava activa en el Partit Socialista. Fou candidata per a sotsgovernadora de Califòrnia el 1926, i hi guanyà amb 56.000 vots (més de 10.000 més que els recollits per l'escriptor Upton Sinclair, el candidat socialista a governador). També fou candidata dels socialistes de Califòrnia per al Senat dels Estats Units al 1928.
Morrow fou elegida secretària estatal del Partit Socialista de Califòrnia el 1925 i restà en el càrrec fins al 1930; durant aquest temps fou editora del diari Labor World del Partit Socialista. També militava en la Lliga Internacional de Dones per la Pau i la Llibertat i en la League of Women Voters. El 1931, Morrow fou triada membre del Comité Executiu Nacional governant del Partit Socialista d'Amèrica.
Va dimitir del Partit Socialista al 1936 per a unir-se a la Social Democratic Federation, que se separà del SPA per desacords ideològics. Passà els seus darrers anys organitzant la biblioteca de la Rand School of Social Science, fundada per a ensenyar el socialisme.

### Mort i llegat
Morrow morí al 1950, amb 81 anys. Malgrat haver estat en l'alta direcció del Partit Socialista durant la major part de la seua vida, no escrigué les seues memòries. Deixà, però, molts documents que ara són a la Biblioteca Tamiment i als arxius de Robert F. Wagner de la Universitat de Nova York. La col·lecció de Morrow consta de dues prestatgeries de materials en cinc caixes d'arxius i ha estat microfilmada per la biblioteca per a ús acadèmic. També hi ha en la NYU una petita col·lecció de fotografies de Lewis amb els seus col·legues del moviment socialista.

## Treballs
- The Socialist Party and Women Suffrage. Chicago: National Office of the Socialist Party, n.d. [1911].
- "The Materialist Basis of Education", The Masses, març de 1912.
- Mission of the Social Democratic Federation. Washington, DC: Social Democratic Federation National Office, n.d. [c. 1936].